# Neon ferrugineus
Espèce
Neon ferrugineus est une espèce d'araignées aranéomorphes de la famille des Salticidae.

## Distribution
Cette espèce est endémique du Japon. Elle se rencontre dans les préfectures de Nagasaki et d'Ōita.

## Description
Le mâle holotype mesure 2,59 mm et la femelle paratype 2,90 mm, les mâles mesurent de 2,46 à 2,98 mm et les femelles de 2,39 à 2,94 mm.

## Systématique et taxinomie
Cette espèce a été décrite par Suguro en 2023.

## Publication originale
- Suguro, 2023 : « A new species of the genus Neon (Araneae: Salticidae) from Japan. » Acta Arachnologica, vol. 72, no 1, p. 9-11.